# Spergularia andina
Spergularia andina là loài thực vật có hoa thuộc họ Cẩm chướng. Loài này được Rohrb. miêu tả khoa học đầu tiên năm 1872.